# Anomobryum subrotundifolium
Anomobryum subrotundifolium là một loài Rêu trong họ Bryaceae. Loài này được (A. Jaeger) J.R. Spence & H.P. Ramsay mô tả khoa học đầu tiên năm 2002.